# Hua Jianmin

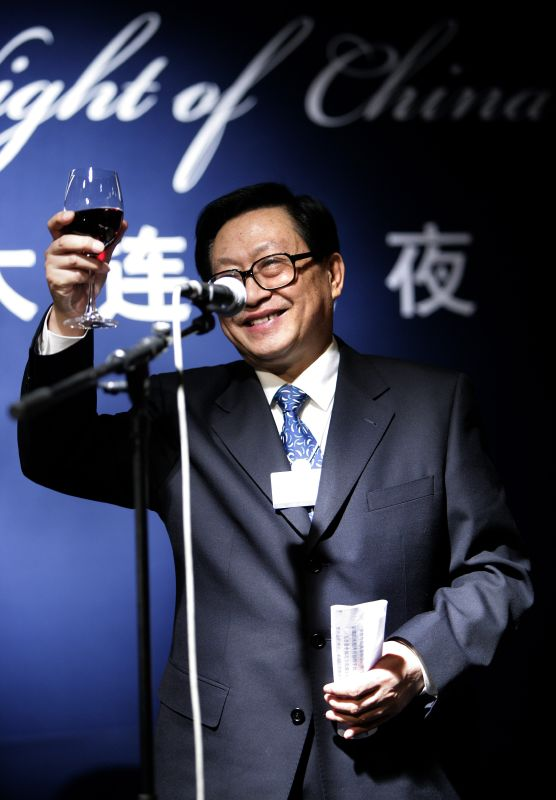
Hua Jianmin auf dem Weltwirtschaftsforum in Davos (2007)

Hua Jianmin (chinesisch 華建敏 / 华建敏, Pinyin Huà Jiànmǐn; * 17. Januar 1940 in Wuxi, Jiangsu) ist ein chinesischer Politiker der Kommunistischen Partei Chinas (KPCh), der zwischen 2003 und 2008 Generalsekretär des Staatsrates, von 2008 bis 2013 Vize-Vorsitzender und Generalsekretär des Ständigen Ausschusses des Nationalen Volkskongresses sowie zugleich zwischen 2009 und 2015 Präsident der Rotkreuzgesellschaft von China war.

## Leben
Hua Jianmin, ein Angehöriger der Han, begann nach dem Besuch der Wuxi No.1 Sekundarschule 1957 ein Studium im Rahmen des Gasturbinenprogrammes der Abteilung Dynamik der Tsinghua-Universität, das er 1963 abschloss. Er trat während des Studiums 1961 der Kommunistischen Partei Chinas (KPCh) bei und war nach Abschluss des Studiums zwischen 1963 und 1969 Techniker und stellvertretender Sekretär des Betriebsparteikomitees des Forschungsinstituts für Gasturbinenkessel in Shanghai. Nachdem er zwischen 1984 und 1986 ein Studium an der Zentralen Parteihochschule der Kommunistischen Partei Chinas absolviert hatte, war er von 1986 bis 1987 Mitarbeiter der Allgemeinen Abteilung des  Zentralkomitee (ZK) der KPCh. Er war zwischen 1991 und 1992 stellvertretender Direktor des Planungsausschusses von Shanghai sowie anschließend von 1992 bis 1993 sowohl stellvertretender geschäftsführender Direktor dieses Ausschusses als auch stellvertretender Sekretär des Parteikomitees des Planungsausschusses von Shanghai. Danach fungierte er von 1993 bis 1994 in Personalunion als geschäftsführender Direktor sowie Sekretär des Parteikomitees des Planungsausschusses von Shanghai.
Zwischen 1994 und 1996 war Hua Vize-Bürgermeister von Shanghai und gehörte zugleich kraft Amtes dem Ständigen Ausschuss des Stadtparteikomitees an. Im Anschluss fungierte er von 1996 bis 1998 als stellvertretender Leiter der ZK-Abteilung für Finanzen, deren Leiter er von 1998 bis 2003. Auf dem XVI. Parteitag der Kommunistischen Partei Chinas 2002 wurde er zum Mitglied des ZK gewählt und gehörte diesem bis 2012 an. 2003 wurde er Sekretär des Arbeitsausschusses des ZK für Zentrale Regierungsorgane sowie stellvertretender Oberkommandierender des Hauptquartiers für Schutz und Hilfe der Sonderverwaltungszonen.
Im April 2003 übernahm er als Nachfolger von Wang Zhongyu die Posten als Generalsekretär und Mitglied des Staatsrates und bekleidete diese bis zu seiner Ablösung durch Ma Kai im April 2008. Des Weiteren fungierte er in Personalunion zwischen 2003 und 2008 als Präsident der Chinesischen Nationalen Verwaltungsschule. Danach war er zwischen 2008 und 2013 Vize-Vorsitzender des Ständigen Ausschusses des Nationalen Volkskongresses. Am 28. Oktober 2009 löste er Peng Peiyun als Präsident der Rotkreuzgesellschaft von China ab und verblieb in dieser Funktion bis zum 2015, woraufhin er durch Chen Zhu abgelöst wurde.

## Weblink
- Eintrag in China Vitae

| Personendaten    | Personendaten          |
| ---------------- | ---------------------- |
| NAME             | Hua, Jianmin           |
| KURZBESCHREIBUNG | chinesischer Politiker |
| GEBURTSDATUM     | 17. Januar 1940        |
| GEBURTSORT       | Wuxi, Jiangsu          |